# Guillaume Faivre
Pour les articles homonymes, voir Faivre.
Guillaume Faivre, né le 20 février 1987 à Neuchâtel, est un footballeur suisse. Il joue au poste de gardien de but au BSC Young Boys. Durant sa carrière il a déjà subi plusieurs commotions cérébrales.

## Biographie
Né le 20 février 1987 à Neuchâtel, Guillaume Faivre grandit à La Chaux-du-Milieu dans la vallée de la Brévine.

### En club

#### Parcours juniors et début en pro (2005-2012)
Il commence le football à l’AS La Vallée où il joue notamment avec son frère jumeau Antoine et Mehdi Challandes, le fils de Bernard Challandes. Supporter de toujours de Neuchâtel Xamax, équipe qu’il va voir à Maladière avec son frère grâce au papa de Sébastien Jeanneret, Guillaume Faivre rejoint à l’adolescence le mouvement junior xamaxien en compagnie de son frère et de Mehdi Challandes et intègre par ailleurs le centre de préformation de l'Association suisse de football à Payerne. En 2005, il est nommé troisième gardien de la première équipe, mais joue majoritairement avec les espoirs neuchâtelois.

#### FC Thoune (2012-2020)
En 2012, il rejoint le FC Thoune où il restera jusqu'en 2020.
En août 2015, il signe une prolongation de contrat de 2 ans soit jusqu'en 2017.
Le 25 avril 2016, il se blesse lors du match contre le FC Lucerne et dois mettre un terme à sa saison.

#### BSC Young Boys (2020-2022)
En août 2020, il signe au BSC Young Boys un contrat d'une saison,.
En novembre 2021, il participera pour la première fois à la Ligue des champions à la suite notamment du forfait de David von Ballmoos. Le 12 décembre 2021, il est annoncé blessé pour une durée d'environ 6 semaines.
Le 30 mars 2022, il annonce via son club qu'il mettra un terme à sa carrière de joueur à la fin de la saison.

## Statistiques
| Saison                | Club                  | Championnat           | Championnat | Championnat | Coupe(s) nationale(s) | Coupe(s) nationale(s) | Compétition(s) continentale(s) | Compétition(s) continentale(s) | Compétition(s) continentale(s) | Total | Total |
| Saison                | Club                  | Division              | M.          | B.          | M.                    | B.                    | Comp.                          | M.                             | B.                             | M.    | B.    |
| 2007-2008             | Neuchâtel Xamax       | Super League          | 1           | 0           | -                     | -                     | -                              | -                              | -                              | 1     | 0     |
| 2008-2009             | Neuchâtel Xamax       | Super League          | 29          | 0           | 2                     | 0                     | -                              | -                              | -                              | 31    | 0     |
| 2009-2010             | Neuchâtel Xamax       | Super League          | 6           | 0           | -                     | -                     | -                              | -                              | -                              | 6     | 0     |
| Sous-total            | Sous-total            | Sous-total            | 36          | 0           | 2                     | 0                     | -                              | -                              | -                              | 38    | 0     |
| 2010-2011             | FC Vaduz (prêt)       | Challenge League      | 8           | 0           | 1                     | 0                     | C3                             | 2                              | 0                              | 11    | 0     |
| 2011-2012             | FC Wil (prêt)         | Challenge League      | 29          | 0           | 3                     | 0                     | -                              | -                              | -                              | 32    | 0     |
| 2012-2013             | FC Thoune             | Super League          | 35          | 0           | 4                     | 0                     | -                              | -                              | -                              | 39    | 0     |
| 2013-2014             | FC Thoune             | Super League          | 31          | 0           | 1                     | 0                     | C3                             | 9                              | 0                              | 41    | 0     |
| 2014-2015             | FC Thoune             | Super League          | 32          | 0           | 3                     | 0                     | -                              | -                              | -                              | 35    | 0     |
| 2015-2016             | FC Thoune             | Super League          | 28          | 0           | 1                     | 0                     | C3                             | 6                              | 0                              | 35    | 0     |
| 2016-2017             | FC Thoune             | Super League          | 29          | 0           | -                     | -                     | -                              | -                              | -                              | 29    | 0     |
| 2017-2018             | FC Thoune             | Super League          | 12          | 0           | 2                     | 0                     | -                              | -                              | -                              | 14    | 0     |
| 2018-2019             | FC Thoune             | Super League          | 36          | 0           | 6                     | 0                     | -                              | -                              | -                              | 42    | 0     |
| 2019-2020             | FC Thoune             | Super League          | 33          | 0           | -                     | -                     | C3                             | 2                              | 0                              | 35    | 0     |
| Sous-total            | Sous-total            | Sous-total            | 236         | 0           | 17                    | 0                     | -                              | 17                             | 0                              | 270   | 0     |
| 2020-2021             | BSC Young Boys        | Super League          | 6           | 0           | -                     | -                     | C3                             | 2                              | 0                              | 8     | 0     |
| 2021-2022             | BSC Young Boys        | Super League          | 9           | 0           | 1                     | 0                     | C1                             | 5                              | 0                              | 15    | 0     |
| Sous-total            | Sous-total            | Sous-total            | 15          | 0           | 1                     | 0                     | -                              | 7                              | 0                              | 23    | 0     |
| Total sur la carrière | Total sur la carrière | Total sur la carrière | 324         | 0           | 24                    | 0                     | -                              | 26                             | 0                              | 374   | 0     |

## Palmarès
Il est champion de Suisse en 2021 avec le BSC Young Boys. Il est également finaliste de la Coupe de Suisse en 2019 avec le FC Thoune.